# Redshirts
Redshirts (titulada originalmente Redshirts: A Novel with Three Codas) es una novela de ciencia ficción del escritor estadounidense John Scalzi. El libro fue publicado por la editorial Tor Books en junio de 2012. Entre los reconocimientos que recibió se cuentan el Premio Hugo a la mejor novela y el Premio Locus a la mejor novela de ciencia ficción.

## Recepción
La revista Forbes alabó la novela diciendo: "No deben ser fanáticos extremos de la ciencia ficción para disfrutar Redshirts, aunque hay muchos easter eggs para quienes lo son. Y lo hermoso del libro es que funciona en múltiples niveles. Si buscan una experiencia ligera, para leer en la playa, este libro es para ustedes. Si quieren adentrarse a un nivel más profundo y leerlo como una meditación surrealista sobre personajes y géneros a lo  Rosencrantz y Guildenstern han muerto, este libro es para ustedes."